# Gamma Ray
Gamma Ray es una banda alemana de power/speed metal formada por Kai Hansen en 1989, después de su salida de la agrupación Helloween. Hansen es el vocalista, guitarrista y compositor principal de la banda. Gamma Ray es conocida como una de las agrupaciones más prominentes de la escena del heavy metal alemán. Sufriendo de constantes cambios en la formación a lo largo de los años, el único miembro que ha permanecido en el seno de la agrupación desde su fundación es Kai Hansen.

## Historia

### Formación
En el año 1989, tras haber pasado algunos años en Helloween y haber grabado con esta banda los álbumes Walls of Jericho (1985), Keeper Of The Seven Keys Part I (1987) y Keeper Of The Seven Keys Part II (1988), Kai Hansen abandonó la formación dispuesto a crear una nueva banda. Después de un par de apariciones en los primeros discos de Blind Guardian, reclutó a Ralf Scheepers (vocalista - ex Tyran Pace), Uwe Wessel (bajo) y Mathias Burchard (batería) para formar la primera alineación de Gamma Ray.

### Del álbum debut aLand of the Free(1990-1995)
En febrero de 1990 la banda publicó su primer álbum, Heading For Tomorrow. El mismo año fue publicado un EP titulado Heaven Can Wait. Para el siguiente disco, Sigh No More (1991), Uli Kusch reemplazó a Mathias Burchard en la batería y Dirk Schlächter apareció como segundo guitarrista. En el año 1993 la banda lanzó su tercer disco de estudio, Insanity And Genius, incorporando a Thomas Nack en la batería y Jan Rubach en el bajo, que reemplazaron a Uli y Uwe respectivamente, debido a problemas personales.
Más tarde Ralf Scheppers se retiró de la banda con la intención de ser el nuevo vocalista de Judas Priest, aunque al final acabó formando la banda Primal Fear junto a Mat Sinner en 1998. Kai Hansen se vio forzado entonces a convertirse también en el cantante principal de la agrupación. Con esta formación fue publicado el aclamado álbum Land of the Free en el año 1995, seguido de una gira europea ese mismo año de la que se grabaron un par de conciertos, cristalizados en el lanzamiento del disco en vivo Alive '95.

### DeSomewhere Out in SpaceaMajestic(1997-2006)
Tras el lanzamiento del álbum se produjeron nuevos cambios en la formación. Thomas y Jan se retiraron de la banda y Dirk Schlächter cambió la guitarra por el bajo. Además se incorporaron a la banda Dan Zimmermann (batería) y Henjo Richter (guitarra). Esta formación grabó el disco Somewhere Out In Space en el año 1997, un álbum conceptual basado en una odisea espacial. En 1999 fue publicado el álbum Power Plant, considerado uno de los mejores trabajos de la banda por los fanáticos, que sigue la misma estela de su predecesor.  La banda inició el nuevo milenio con el lanzamiento del álbum recopilatorio Blast from the Past, compuesto de canciones elegidas por los propios fanáticos de la banda y cantados todos por Kai Hansen.
En el año 2001 la banda lanzó el disco No World Order. Los antecedentes textuales del álbum provienen del libro de teorías de conspiración «Sieben - die wahre Weltordnung.» —en castellano «Siete: el verdadero orden mundial.»—, escrito por un fanático de la banda, Mark Brauneis. El CD subió a las listas de álbumes alemanes al puesto n.º 23. Fue seguido por el "No Order World Tour", en el que la banda recorrió numerosos países de Europa e hizo algunos conciertos en Japón. En 2002 salió a la venta un disco doble en vivo titulado Skeletons in the Closet, grabado en su mayor parte en Barcelona. En 2005 fue publicado Majestic, nuevo álbum de estudio de la banda.

### Land of the Free II, nuevo vocalista y actualidad

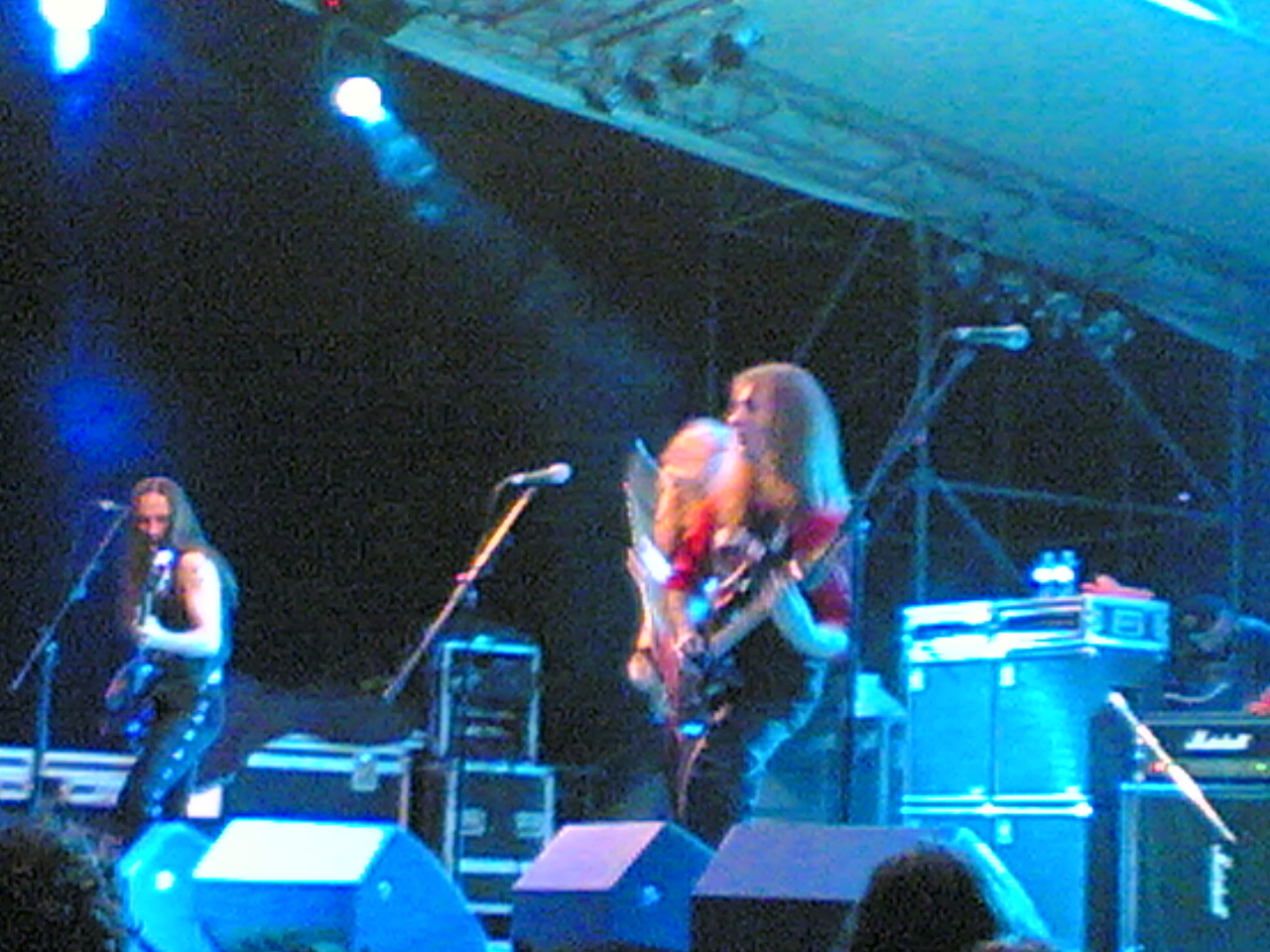
Gamma Ray en concierto en el 2007.

El 19 de noviembre de 2007 salió a la venta Land of the Free II, que representa la continuación conceptual del disco Land of the Free de 1995 y con el que retornaron a un estilo de gran velocidad y técnica después de la reciente época más oscura. En 2007 la banda salió de gira con Helloween y Axxis en el «Hellish Rock Tour 2007/08», después de una reconciliación de Kai Hansen con los integrantes de su antiguo grupo. Durante esta gira fue grabado un concierto en Barcelona, llevado a cabo el 16 de enero de 2008, para ser incluido en el DVD Hell Yeah! The Awesome Foursome, lanzado definitivamente el 27 de octubre de 2008 tras una larga espera.  Desde los inicios de Gamma Ray siempre ha habido un gran apoyo de los fanáticos de Helloween, que estaban más del bando de Kai y su inclinación melódica. Esto ha generado una dicotomía «irreconciliable» entre quienes ven en Hansen al «antiguo Helloween» y «el actual Helloween». No obstante, el «Hellish Rock Tour 2007/08» dio muestras de reconciliación entre bandas y fanáticos.
El 29 de enero de 2010 fue publicado el disco To The Metal. Se esperaba que el próximo disco de Gamma Ray fuera lanzado en enero de 2013, tal y como Hansen lo confirmara en una entrevista durante la promoción de su nuevo disco con Unisonic, más la producción del mismo sufrió continuos retrasos. El 1 de septiembre de 2012 la banda anunció a Michael Ehré como su nuevo baterista, reemplazando a Daniel Zimmermann, quien estuvo 15 años ocupando dicha posición.

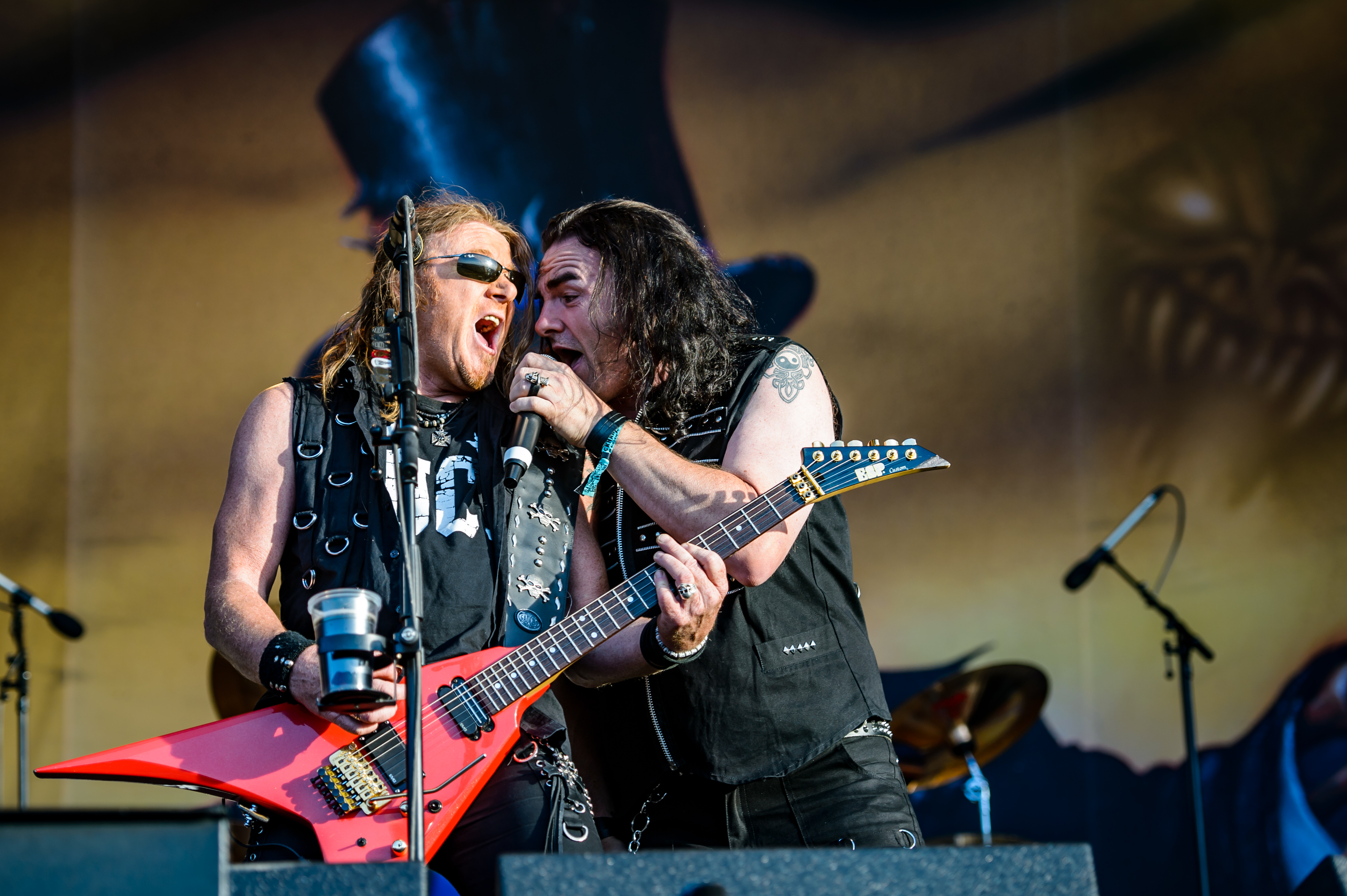
Gamma Ray en concierto en el 2016.

Kai Hansen reveló en una entrevista con Metal Blast en abril de 2013 que el undécimo álbum de Gamma Ray, Empire of the Undead, tendría un sonido más similar al del thrash metal que sus pasadas producciones. En la misma entrevista, Dirk Schlächter anunció que la banda se embarcaría en una gira para promocionar el disco. Empire of the Undead fue publicado finalmente en marzo de 2014, aunque el estudio de grabación de la banda fue completamente destruido por un incendio.
En octubre de 2015 se anunció que Frank Beck sería el nuevo cantante de Gamma Ray y que compartiría labores vocales con Kai Hansen. Esta decisión se tomó principalmente debido a los problemas en la voz de Hansen tras las largas giras, así como al deseo del músico de tener más libertad en el escenario. El 10 de agosto de 2017 la banda anunció el lanzamiento de una edición de aniversario del popular disco Land of the Free.

## Miembros

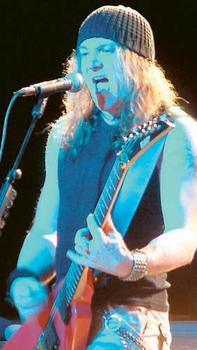
Kai Hansen, líder de Gamma Ray.

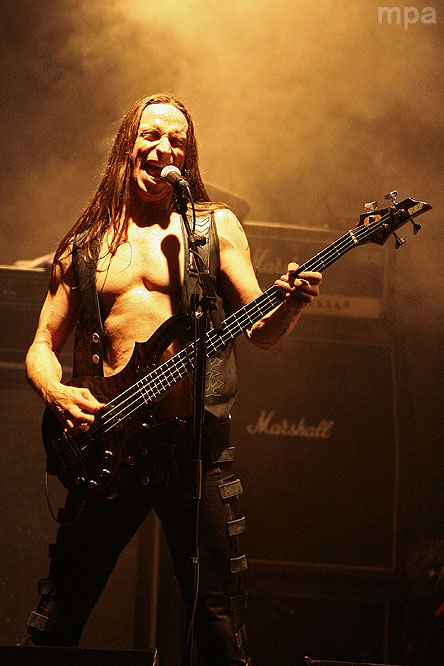
Dirk Schlächter durante un concierto en Vigo en el 2008.

### Formación actual
- Henjo Richter - Guitarra (1997 - actualidad)
- Dirk Schlächter - Bajo (1997 - actualidad), guitarra (1990 - 1997)
- Michael Ehré - Batería (2012 - actualidad)
- Kai Hansen - Voces y Guitarra (1988 - actualidad)
- Frank Beck - Voces (2016 - actualidad)

### Anteriores
- Ralf Scheepers - Voces (1989-1994)
- Uwe Wessel - Bajo (1988-1993)
- Jan Rubach - Bajo (1993-1997)
- Mathias Burchard - Batería (1989-1990)
- Uli Kusch - Batería (1990-1992)
- Thomas Nack - Batería (1993-1997)
- Dan Zimmerman - Batería (1997-2012)

### Artistas invitados
- Michael Kiske - Voces (1995) en «Land Of The Free» (estribillo), «Time to Break Free» y en «All You Need To Know»
- Hansi Kürsch - Voces (1995) en «Farewell»
- Tommy Newton - Guitarra (1990, 1991)
- Tammo Vollmers - Batería (1990)
- Mischa Gerlach - Teclado (1990)
- Sascha Paeth - Teclado (1995)

### Artistas invitados en vivo
- Mike Terrana - Batería (1998)
- Timo Kotipelto - Voces
- Jörg Schrör - Bajo (2000)
- Andre Matos - Voces(1997)
- Axel Mackenrott - Teclado (2004)
- Kasperi Heikkinen - Guitarra (2006)
- Eero Kaukomies - Teclado (2006, 2007)
- Henning Basse - Voces (2006, 2007) durante la gira de la Hellish Rock.
- Michael Kiske - Voces (2011) durante la gira de Skeletons & Majesties en las canciones «Time To Break Free», «Future World» y «A While in Dreamland».

## Discografía

### Álbumes de estudio
- Heading for Tomorrow (1990)
- Sigh No More (1991)
- Insanity and Genius (1993)
- Land of the Free (1995)
- Somewhere Out in Space (1997)
- Power Plant (1999)
- No World Order (2001)
- Majestic (2005)
- Land of the Free II (2007)
- To the Metal! (2010)
- Empire of the Undead (2014)

### Recopilatorios
- The Karaoke Album (1997)
- Heading for Tomorrow / Heaven Can Wait (1998) No oficial
- Blast From the Past (2000)
- Alright! 20 Years of Universe (2010)
- The Best (Of) (2015)

### Álbumes en vivo
- Heading for the East (1990)
- Lust for Life (1993)
- Alive '95 (1996, grabado en Milán, París, Pamplona y Erlangen).
- Skeletons in the Closet (2003, grabado en Barcelona el 31.10.2002 y Estrasburgo el 01.11.2002).
- Hell Yeah! The Awesome Foursome (2008, grabado en Montreal en 2006).
- Skeletons and Majesties Live (2012), grabado en Pratteln, Suiza el 29 de abril del 2011, durante la gira Skeletons and Majesties Tour.
- 30 Years - Live Anniversary (2021).

### Sencillos y EP
- Heaven Can Wait (1990)
- Who Do You Think You Are? (1990)
- Future Madhouse (1993)
- Rebellion in Dreamland (1995)
- Silent Miracles (1996)
- Valley of the Kings (1997)
- Heaven or Hell (2001)
- To the Metal (2010)
- Skeletons & Majesties (2011)
- Master of Confusion (2013)
- Avalon (2014)
- Time for Deliverance (2014)
- Pale Rider (2014)
- I Will Return (2014)

### Videos
- Heading for the East (1991)
- Lust for Live (1994)
- Hell Yeah! The Awesome Foursome (2008)
- Skeletons and Majesties Live (2012)
- 30 Years Live Anniversary (2021)